# Platystoma punctiventre
Platystoma punctiventre is een vliegensoort uit de familie van de Platystomatidae. De wetenschappelijke naam van de soort is voor het eerst geldig gepubliceerd in 1875 door Portschinsky.